# Liste der Bischöfe von Jesi
Die folgenden Personen waren Bischöfe von Jesi (Italien):
- Septimius (... – 5. September 307)
- Martianus I. (erwähnt 499 – 504)
- Calumniosus (erwähnt 647)
- Hnestus (erwähnt 680)
- Petrus (erwähnt 743)
- Johannes I. (erwähnt 826)
- Anastasius (erwähnt 853)
- Eberardua (erwähnt 967)
- Martianus II. (erwähnt 1027)
- ? (erwähnt 1146)
- Rinaldo (erwähnt 1164)
- Grimaldus (erwähnt 1197)
- Crescentius (erwähnt 1207)
- Philippus (erwähnt 1229)
- Severinus (erwähnt 1229)
- Gualtierus, OFM (1246 – ...)
- Crescenzio Tebaldi (1252 – ...)
- Bonagiunta, O.F.M. (1264 – ...)
- Uguccione (1268 – 1285) (auch Bischof von Camerino)
- Johannes II. (erwähnt 1289 – 1295) (auch Bischof von Osimo)
- Leonardo Patrasso (1295 – 1297) (auch Bischof von Aversa)
- Francesco degli Alfani (1312 – 1342)
- Francesco Brancaleoni (1342 – 1350) (auch Bischof von Urbino)
- Niccolò da Pisa, OESA (1350 – ...)
- Pietro Borghesi (erwähnt 1380)
- Bernardo (... – 1391)
- Tommaso Pierleoni (1391 – ... )
- Luigi Francesco degli Alfani, OSBVall (1400 – 1405)
- Giacomo Bonriposi (1405 – 1418) (auch Bischof von Narni)
- Biondo Conchi (1418 – ...)
- Lazzaro (... – 1425)
- Innocenzo (1425 – ...)
- Tommaso Ghisleri (1463 – 1505)[1]
- Angelo Ripanti (1505 – 1513)[2]
- Pietro Paolo Venanzi (1513 – 1519)[2]
- Antonio Venanzi (1519 – 1540)
- Benedetto Conversini (1540 – 1553)
- Pietro del Monte (1553 – 1554)
- Gabriele del Monte (1554 – 1597)
- Camillo Kardinal Borghese (1597 – 1599)
- Marco Agrippa Dandini (1599 – 1603)[3]
- Pirro Imperioli (1604 – 1617)[3]
- Marcello Pignatelli, CR (1617 – 1621)[3]
- Tiberio Kardinal Cenci (1621 – 1653)
- Giacomo Kardinal Corradi (1653 – 1656)
- Alderano Kardinal Cibo-Malaspina (1656 – 1671)
- Lorenzo Cibo (1671 – 1680)
- Pier Matteo Kardinal Petrucci CO (1681 – 1696)[4]
- Alessandro Fedeli (1696 – 1715)
- Francesco Antonio Giattini (1716 – 1724)[4]
- Antonio Fonseca (1724 – 1763)[4]
- Ubaldo Baldassini, B (1764 – 1786)
- Giovanni Battista Kardinal Bussi de Pretis (1794 – 1800)
- Giovanni Battista Kardinal Caprara Montecuccoli (1800 – 1802) (dann Erzbischof von Mailand)
- Francesco Kardinal Cesarei Leoni (1817 – 1830)
- Francesco Kardinal Tiberi (1834 – 1836)
- Pietro Kardinal Ostini (1836 – 1841) (dann Kurienkardinal)
- Silvestro Kardinal Belli (1842 – 1844)
- Cosimo Kardinal Corsi (1845 – 1853) (dann Erzbischof von Pisa)
- Carlo Luigi Kardinal Morichini (1854 – 1871) (dann Erzbischof von Bologna)
- Rambaldo Magagnini (1872 – 1892)
- Aurelio Zonghi (1893 – 1902)
- Giovanni Battista Ricci (1902 – 1906) (dann Erzbischof von Ancona e Numana)
- Giuseppe Gandolfi (1906 – 1927)
- Goffredo Zaccherini (1928 – 1934)
- Carlo Falcinelli (1934 – 1953)
- Giovanni Battista Pardini (1953 – 1975)
- Carlo Maccari (1975 – 1978) (Apostolischer Administrator) (zugleich Erzbischof von Ancona)
- Oscar Serfilippi, OFMConv (1978 – 2006)
- Gerardo Rocconi (2006–2025)
- Paolo Ricciardi (seit 2025)